# Rhexia pallescens
Rhexia pallescens är en insektsart som beskrevs av Fabricius. Rhexia pallescens ingår i släktet Rhexia och familjen hornstritar. Inga underarter finns listade i Catalogue of Life.